# François Placide Ferrand
François Placide Ferrand est un homme politique français né le 4 octobre 1763 à Brienon-sur-Armançon (Yonne) et mort le 12 juillet 1819 à Troyes (Aube).
Fils d'un marchand tanneur, il est manufacturier à Troyes. Il est député de l'Aube en 1815, pendant les Cent-Jours.